# Christening and Launching Kaiser Wilhelm’s Yacht “Meteor”

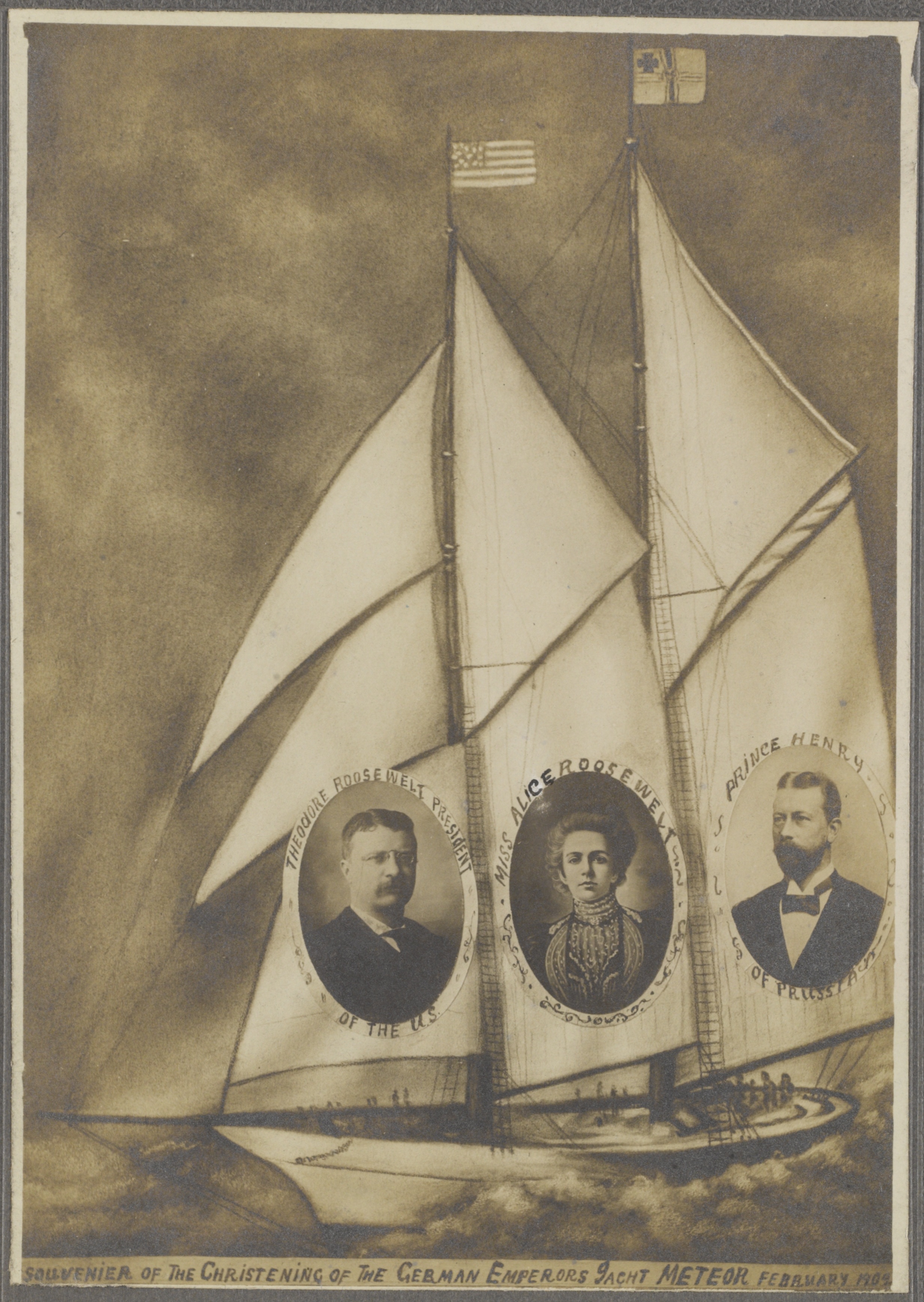
Souvenirkarte, auf den Segeln der Meteor die Porträts Roosevelts, seiner Tochter Alice und des Prinzen Heinrich

Christening and Launching Kaiser Wilhelm's Yacht “Meteor” (deutsch: Taufe und Stapellauf von Kaiser Wilhelms Yacht „Meteor“) ist ein US-amerikanischer dokumentarischer Kurzfilm aus dem Jahr 1902. Im Film werden die Ankunft von Prinz Heinrich von Preußen und Präsident Theodore Roosevelt am Dock auf Shooters Island, die Taufe der kaiserlichen Rennyacht Meteor durch Roosevelts älteste Tochter Alice und der Stapellauf der Yacht gezeigt. Der Film war Gegenstand eines Rechtsstreits zwischen der Edison Manufacturing Company und Siegmund Lubin um die Verletzung des Urheberrechts durch die Anfertigung und den Vertrieb von Raubkopien. Die Entscheidung im Verfahren Edison v. Lubin war ein Meilenstein im Ringen um den urheberrechtlichen Schutz von bewegten Bildern.

## Handlung
Der Film beginnt damit, dass sich eine gemischte Gruppe aus formell gekleideten Zivilisten und Marinesoldaten in Uniformen, angeführt von dem Bruder des deutschen Kaisers Wilhelm II., Prinz Heinrich, in einer Admiralsuniform und dem US-amerikanischen Präsidenten Theodore Roosevelt, über eine lange Pier auf die Kamera zubewegt. Ihnen folgt mit einigem Abstand eine Formation von deutschen Marinesoldaten, die zur Besatzung der kaiserlichen Staatsyacht Hohenzollern gehören. Die nächste Einstellung zeigt eine Plattform am Bug der Yacht Meteor, die ein Schild mit ihrem Namen in Majuskeln trägt. Auf der Plattform, über den Köpfen zahlreicher Zuschauer, befinden sich die höchsten Würdenträger, Präsident Roosevelt und Prinz Heinrich. Mit ihnen befindet sich die achtzehnjährige Alice Roosevelt auf der Plattform, die älteste Tochter Roosevelts. Die Ehrengäste unterhalten sich eine Weile und warten, bis die Vorbereitungen für den Stapellauf beendet sind. Dann ergreift Alice eine an einem Seil herabhängende Sektflasche und schleudert sie an den Bug der Yacht. Die Meteor setzt sich daraufhin langsam in Bewegung und gleitet mit mehr als einem Dutzend Männern an Bord rückwärts in das Wasser. Nachdem die Yacht das Dock verlassen hat, wird der mit zahlreichen Flaggen geschmückte Mast aufgerichtet.
Es folgt eine lange Einstellung, in der Prinz Heinrich eine Ansprache an die nun dicht gedrängt auf der Plattform stehende Festgesellschaft richtet. Schließlich verlassen die Gäste die Plattform und gehen nach und nach fort.

## Hintergrund

### Taufe der kaiserlichen Yacht „Meteor“
Die Meteor war die dritte kaiserliche Rennyacht dieses Namens. Die beiden Vorgänger, beides Rennkutter wurden 1886/87 und 1896 auf der Werft D. & W. Henderson & Company in Schottland gebaut. Der neue Schoner Meteor sollte den sportlichen Ambitionen Kaiser Wilhelm II. gerecht werden, der auch durch sportliche Erfolge Deutschland als Seemacht darstellen wollte. 1909 und 1914 folgten auf die Meteor III zwei weitere Schoner, die vierte und fünfte Meteor, die nunmehr in der Germaniawerft in Kiel gebaut wurden.
Am 25. Februar 1902 wurde auf Shutter Island die Meteor getauft und vom Stapel gelassen. Aus diesem Anlass reiste Prinz Heinrich zunächst mit dem Schnelldampfer Kronprinz Wilhelm und dann mit der kaiserlichen Staatsyacht Hohenzollern nach New York. Auf Bitten Kaiser Wilhelms wurde seine neue Yacht von Alice Roosevelt, der Tochter des ebenfalls anwesenden Präsidenten Theodore Roosevelt, getauft. Zwei Tage später begann Prinz Heinrich eine neuntägige Reise durch 13 Bundesstaaten der USA. Am 11. März verließ Prinz Heinrich von Hoboken aus auf der Deutschland die Vereinigten Staaten.
Die USA-Reise Prinz Heinrichs und die Schiffstaufe als einer ihrer Höhepunkte fanden beiderseits des Atlantik große öffentliche Aufmerksamkeit. In Deutschland hatten die hohen Kosten für die Yacht und die Beauftragung einer amerikanischen Werft auch Kritik hervorgerufen. Der Kaiser hatte die amerikanische Werft aufgrund deren Fertigkeit im Bau schneller Schiffe und als „Versöhnungsgeste“ zwischen den beiden Ländern gewählt. Die aggressive deutsche Außenpolitik der letzten Jahre hatte bei den Amerikanern zuvor Misstrauen geweckt.
Christening and Launching Kaiser Wilhelm's Yacht “Meteor” wurde von der Edison Manufacturing Company produziert. Die Taufe und der Stapellauf der Meteor waren nur für geladene Gäste zugänglich und Edison hatte einen hohen Preis für die Exklusivrechte an der Aufnahme bewegter Bilder zahlen müssen. Entsprechend reagierte Edison, als ein Wettbewerber eine Raubkopie seines Films anfertigte und als eigene Produktion verkaufte und bewarb.
Der Film wurde am 28. Februar 1902 mit der Nummer H14548 beim United States Copyright Office registriert und kam im März 1902 in die Kinos. Ein Abzug des Films auf Bromidpapier wurde bei der Anmeldung hinterlegt und gelangte so in die Paper Print Collection der Library of Congress. Er wurde im Zuge der Aufarbeitung der Sammlung auf 16-mm-Film kopiert und später digitalisiert. In den Unterlagen der Library of Congress ist James H. White als Kameramann genannt. Während eines Rechtsstreits mit Siegmund Lubin gaben die Anwälte Edisons an, Jacob B. Smith sei der Kameramann gewesen. Smith war im Juli 1901 von Edison bei Lubin abgeworben worden und erhielt ein ungewöhnlich hohes Gehalt, da er im Patentstreit bezeugen konnte, dass Lubin die Technologie Edisons kopiert hatte. Schließlich wurde neben Smith noch Edwin S. Porter als einer der Kameramänner genannt, die beim Stapellauf Aufnahmen machten. Gewissheit darüber, welcher Kameramann bei den mindestens drei Filmen der Edison vom Stapellauf jeweils die Kamera bedient hat, lässt sich heute nicht mehr erzielen.

### Weitere Filme der Edison
Mit dem weniger als zwei Minuten langen Film Arrival of Prince Henry (of Prussia) and President Roosevelt at Shooters Island wurde von der Edison Manufacturing Company ein Film produziert, der nur die Ankunft von Prinz Heinrich und Präsident Roosevelt am Dock zeigt. Die Szene ist auch in Christening and Launching Kaiser Wilhelm's Yacht “Meteor” enthalten, sie wird hier aber aus einem leicht veränderten Blickwinkel und deutlich kürzer gezeigt. Damit ist belegt, dass die Edison mindestens zwei Kameraleute zur eigentlichen Veranstaltung schicken konnte. Der kürzere Film wurde am 1. März 1902 unter der Nummer H14607 beim United States Copyright Office registriert und kam am 15. März 1902 in die Kinos. Er ist ebenfalls in der Paper Print Collection überliefert und digitalisiert worden. Ein heute verschollener Film der Edison trägt den Titel Kaiser Wilhelm's Yacht, “Meteor”, Entering the Water. Er wurde von einem dritten Kameramann auf einem Schlepper in der Newark Bay aufgenommen und zeigt die rückwärts ins Wasser gleitende Meteor mit ihrem Flaggenschmuck. Die Filme Christening and Launching Kaiser Wilhelm's Yacht “Meteor” und Kaiser Wilhelm's Yacht, “Meteor”, Entering the Water waren dazu bestimmt, dem Publikum unmittelbar aufeinander folgend vorgeführt zu werden. So sollte dem Publikum der Blick auf das Ereignis aus zwei unterschiedlichen Perspektiven ermöglicht werden.

### Raubkopie
Wie hunderte andere Filme der Edison Manufacturing Company und anderer Produktionsgesellschaften wurde auch Christening and Launching Kaiser Wilhelm's Yacht “Meteor” von Siegmund Lubin kopiert und unter dem Titel Launch of the Kaiser's Yacht “Meteor” als eigene Produktion ausgegeben und vertrieben. Diese Praxis wurde dadurch begünstigt, dass das US-amerikanische Urheberrecht zwar seit 1865 Fotografien als schutzfähige Werke anerkannte, bewegte Bilder aber nicht ausdrücklich im Gesetz genannt wurden. Diesem Umstand wurde erst 1912 mit dem Townsend Amendment abgeholfen, das den Geltungsbereich des Copyright Law auf bewegte Bilder ausweitete. In den fast zwanzig Jahren zuvor behalfen sich die Filmproduzenten damit, komplette Filme oder einzelne Bilder jeder Einstellung, später auch Drehbücher und andere schriftliche Darstellungen, beim Copyright Office einzureichen. Es entwickelte sich eine uneinheitliche Rechtsprechung, die mal das Urheberrecht an bewegten Bildern und die Patente auf die Technologie der Aufnahme und Vorführung bewegter Bilder zurückwies, und mal die Ansprüche Edisons und anderer Produktionsgesellschaften bejahte.
Die Praxis des Kopierens der Filme von Wettbewerbern war zeittypisch, auch die Edison Manufacturing Company kopierte die Filme ihrer Wettbewerber. Allerdings respektierte Edison vorhandene Copyright-Vermerke inländischer Produzenten. Siegmund Lubin, als einer der besonders aktiven Raubkopierer, beschäftigte hingegen Mitarbeiter, die von den zum Kopieren vorgesehenen Filmen die Filmtitel mit dem Copyright-Hinweis entfernten. Völlig ungeschützt blieben die Produktionen europäischer Filmgesellschaften. In den Vereinigten Staaten war das Kopieren europäischer Filme ein einträgliches und zunächst risikoloses Geschäft. Wer zuerst neue europäische Filme in die USA schaffen und kopieren konnte, hatte einen beträchtlichen Wettbewerbsvorteil. Erst nach und nach kamen Filmpioniere wie Georges Méliès und Unternehmen wie Pathé Frères in die USA und vertraten dort ihre Interessen.
Siegmund Lubin war unter dem Druck anhängiger Patentverfahren 1901 zum Verlassen der Vereinigten Staaten gezwungen. Nach einer Niederlage Edisons im folgenden Jahr, der seinen umfassenden Patentschutz für sämtliche bewegten Bilder nicht durchsetzen konnte, kehrte Lubin aus Berlin zurück. Im selben Jahr wurden er und Unternehmen wie die Biograph Company und die Selig Polyscope Company von Edison wegen der Verletzung der Urheberrechte verklagt. Bezüglich der Sachverhalte reichten Edison und Lubin bei Gericht eine gemeinsame Erklärung ein, so dass die unstrittigen Tatsachen nicht mehr ermittelt werden mussten. Allerdings behauptete Lubin, der von ihm kopierte Film Christening and Launching Kaiser Wilhelm's Yacht “Meteor” habe keinen Copyright-Vermerk getragen, so dass er nicht wissen konnte, dass Edison der Urheber war. Die Einlassung war belanglos, da das Gericht eine Pflicht zur Überprüfung der Aufzeichnungen des Copyright Office feststellte. Am 13. Januar 1903 entschied ein Richter, dass Filme nicht dem Copyright Law unterliegen. Edison legte unverzüglich Rechtsmittel ein, senkte aber die Preise für die meisten seiner Filme, um Lubin seinen wichtigsten Marktvorteil zu nehmen. Nach nur drei Monaten gab ein übergeordnetes Gericht Edison Recht. 1904 nahm der United States Supreme Court Edison v. Lubin nicht zur Entscheidung an, Edison hatte vermeintlich gewonnen. Allerdings kamen noch während des Verfahrens neue Aspekte auf. Der Stapellauf der Meteor war ein Film mit nur einer Einstellung und wurde vom Richter auch deswegen eher als eine in Bewegung gesetzte Fotografie verstanden. Noch 1902 kamen Filme auf, die mehrere Einstellungen kombinierten und die Gerichte vor neue Herausforderungen stellten.